# Marc Constantin
Marc Constantin (Bordeus, 31 de desembre de 1810 - París, 27 de gener de 1888) fou un chansonier i publicista francès.
Col·laborador del Petit Journal, va escriure la lletra i la música d'innumerables cançons que alguns dels seus biògrafs afirmen que passen de les 2.000, algunes de les quals es feren famoses molt de pressa arreu de França, com la titulada Jeanne Jeanette et Jeanneton, també va escriure la lletra i la música de diversos valsos i polques celebres entre ells La valse des roses i publicà els llibres: Physicologie de l'amant de coeur (1842), Histoire de cafés de Paris  (1857), Manuel du savoir-vivre (1857), Le nouveau Décaméron des folies femmes (1859), Les Bijoux de Jeannette (1878), òpera còmica en un acte, amb música del mestre Benjamin Godard.